# Географія Саудівської Аравії
Саудівська Аравія — західноазійська країна, що знаходиться на заході континенту в центрі Аравійського півострова . Загальна площа країни 2 149 690 км² (13-те місце у світі), з яких на суходіл припадає 2 149 690 км², а на поверхню внутрішніх вод — 0 км². Площа країни у 3,5 рази більша за площу України. 

## Етимологія
Офіційна назва — Королівство Саудівська Аравія, Саудівська Аравія (араб. المملكة العربية السعودية — Ель-Мамляка ель-Арабія ес-Саудія). Назва країни походить від назви королівської родини Саудів, яка заснувала це королівство 1932 року і править у ньому. Династія бере свою назву від свого предка, Сауда, чиє ім'я перекладається з арабської як група небесних светил. Топонім Аравія, має семіто-хамітське походження. У семітських мовах корінь слова має безліч значень, у тому числі захід, пустеля, змішатися, купець, крук і зрозумілий. У Давньому Єгипті ця область була відомою під назвою Ар-Рабі.

## Географічне положення

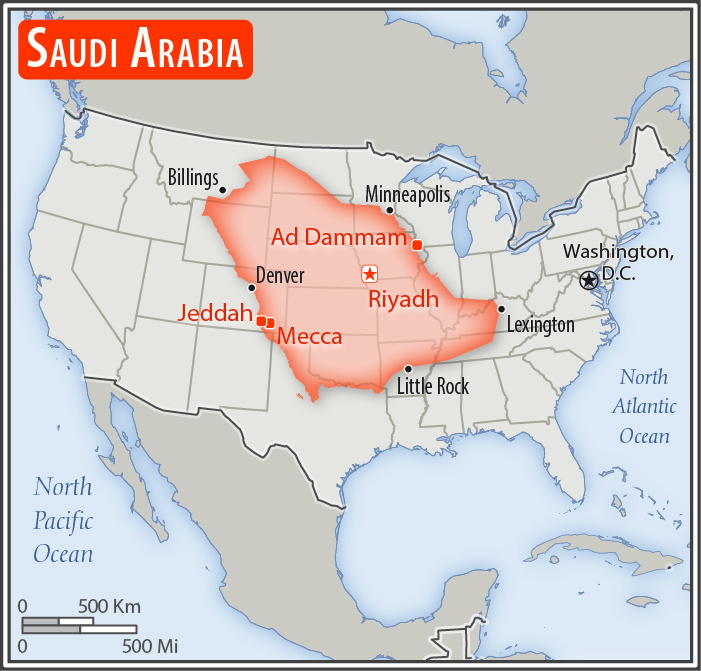
Порівняння розмірів території Саудівської Аравії та США

Саудівська Аравія — західноазійська країна, що межує з сімома іншими країнами: на півночі — з Йорданією (спільний кордон — 731 км), Іраком (811 км) і Кувейтом (221 км), на сході — з Оманом (658 км), Катаром (87 км) і ОАЕ (457 км), на півдні — з Єменом (1307 км). Загальна довжина державного кордону — 4272 км. Саудівська Аравія на сході омивається водами Перської затоки, на заході — Червоного моря Індійського океану. Загальна довжина морського узбережжя 2640 км.
Згідно з Конвенцією Організації Об'єднаних Націй з морського права (UNCLOS) 1982 року, протяжність територіальних вод країни встановлено в 12 морських миль (22,2 км). Прилегла зона, що примикає до територіальних вод, в якій держава може здійснювати контроль необхідний для запобігання порушень митних, фіскальних, імміграційних або санітарних законів простягається на 18 морських миль (33,3 км). Протяжність континентального шельфу не визначена.

### Час
Час у Саудівській Аравії: UTC+3 (+1 година різниці часу з Києвом).

## Геологія

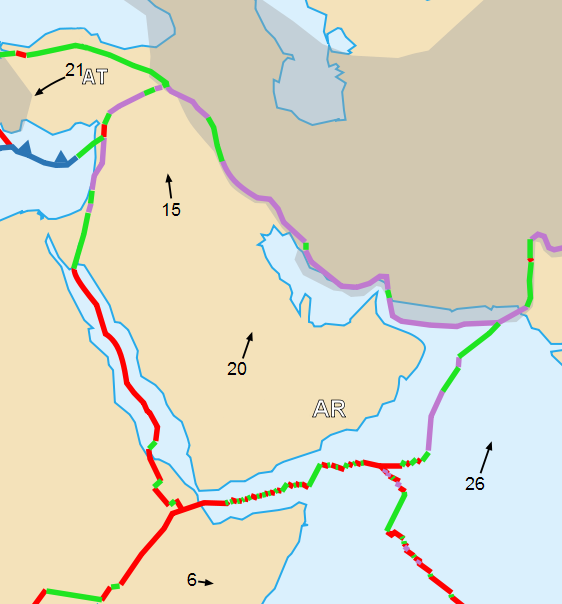
Тектоніка Арабської плити
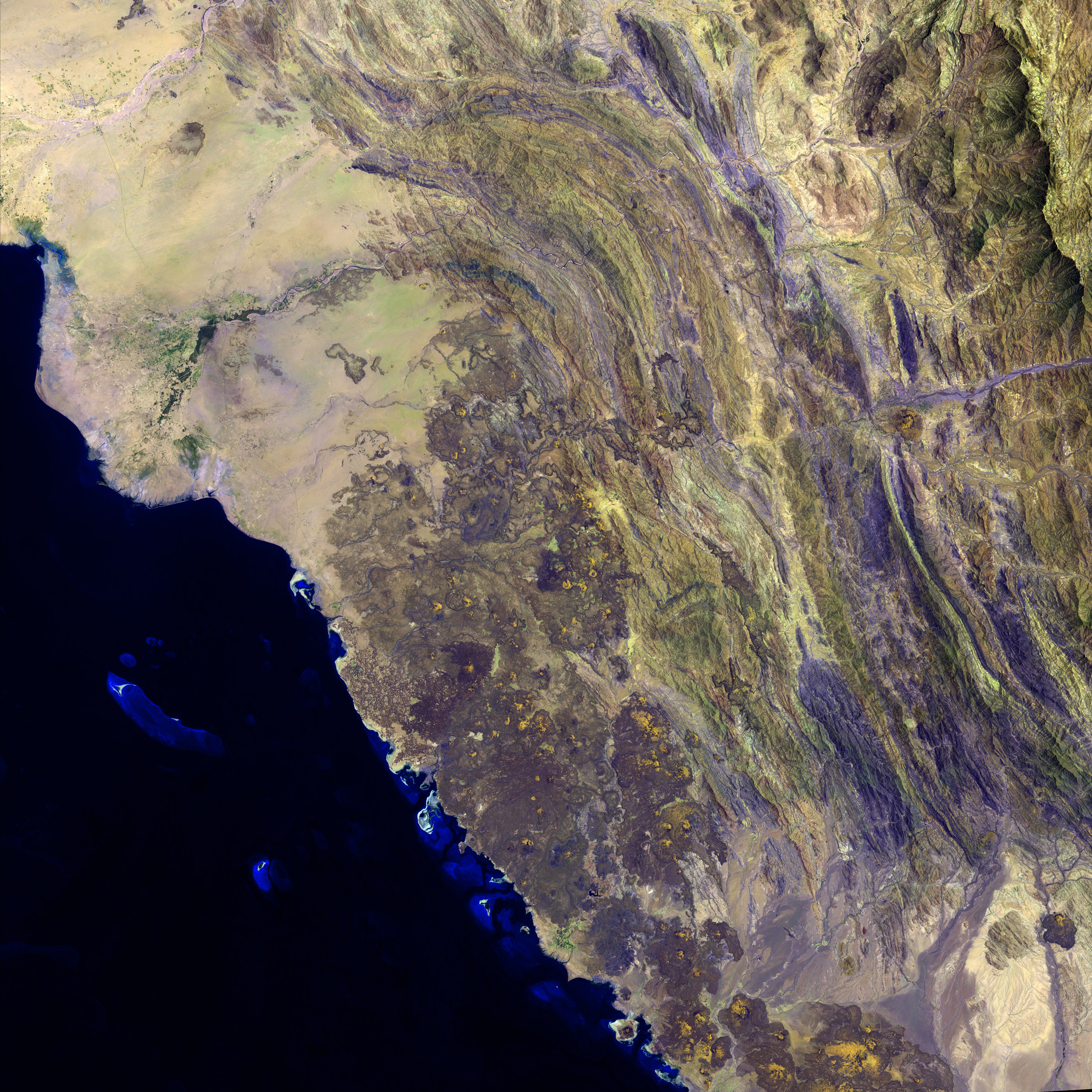
Вулканічний масив Харрат-ель-Бірк з космосу

## Рельєф
Середні висоти — 665 м; найнижча точка — рівень вод Перської затоки (0 м); найвища точка — гора Джебель-Савда (3133 м). Більша частина поверхні країни — пустельне плато, на заході — гори висотою до 3353 м. Саудівська Аравія займає майже 80 % території Аравійського півострова. На південному заході країни, на узбережжі Червоного моря, біля кордону з Єменом, розташована географічна область Асір. У горах Асіра рельєф змінюється від гірських вершин висотою близько 3000 м. до великих долин. Колись ця область півострова сполучалася з Африкою, тому тут збереглися деякі види африканських рослин і тварин.

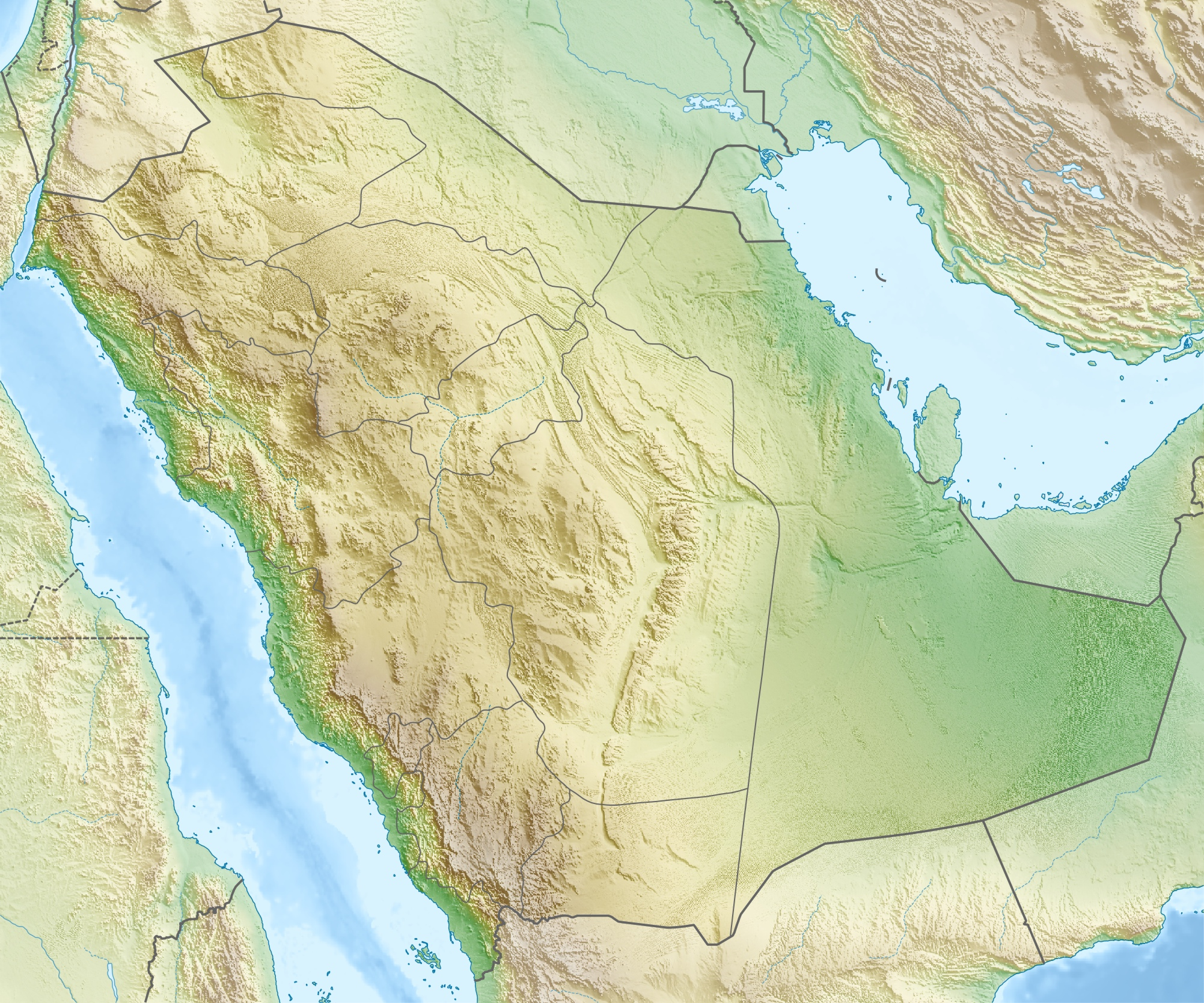
Рельєф Саудівської Аравії
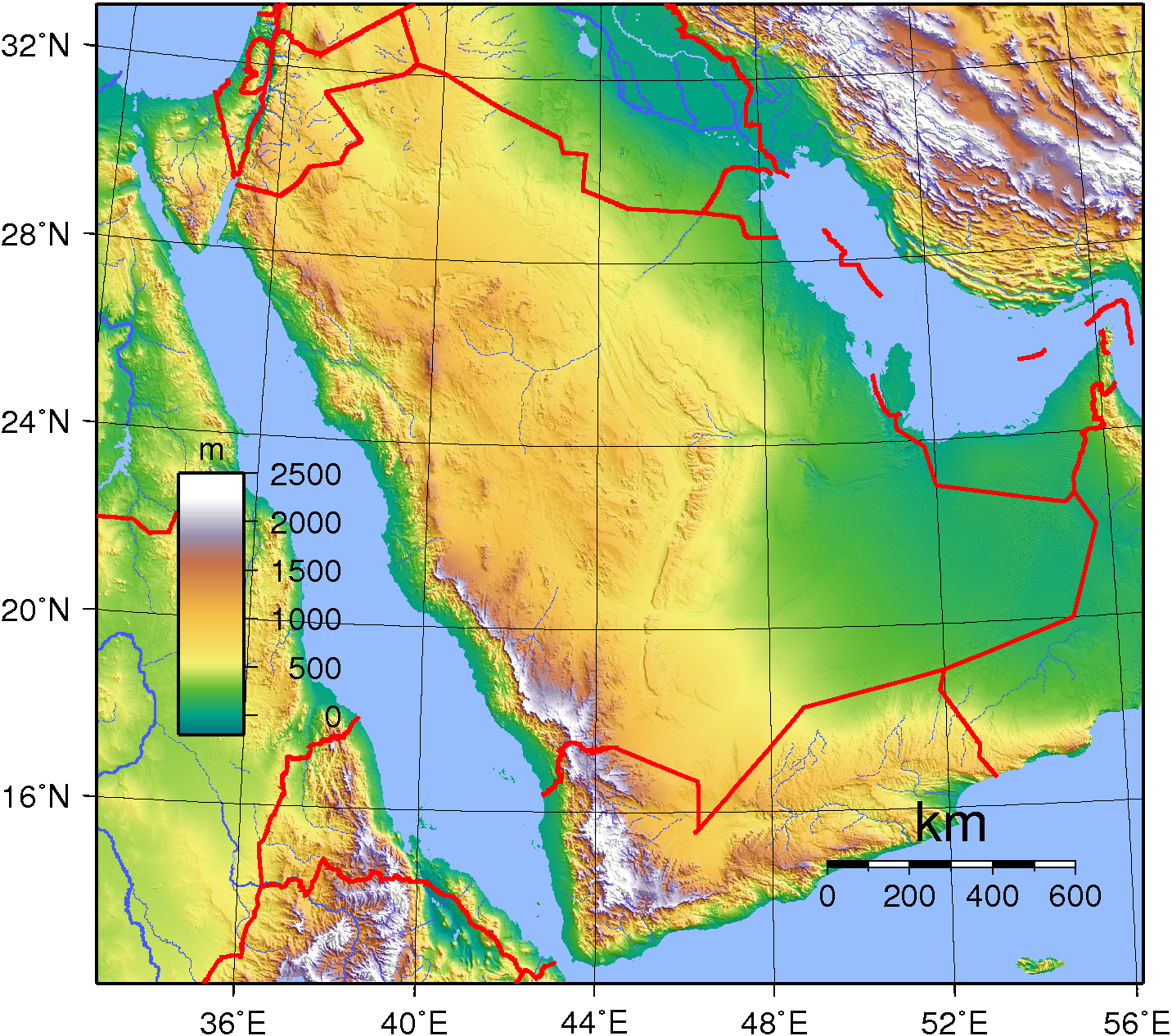
Гіпсометрична карта Саудівської Аравії
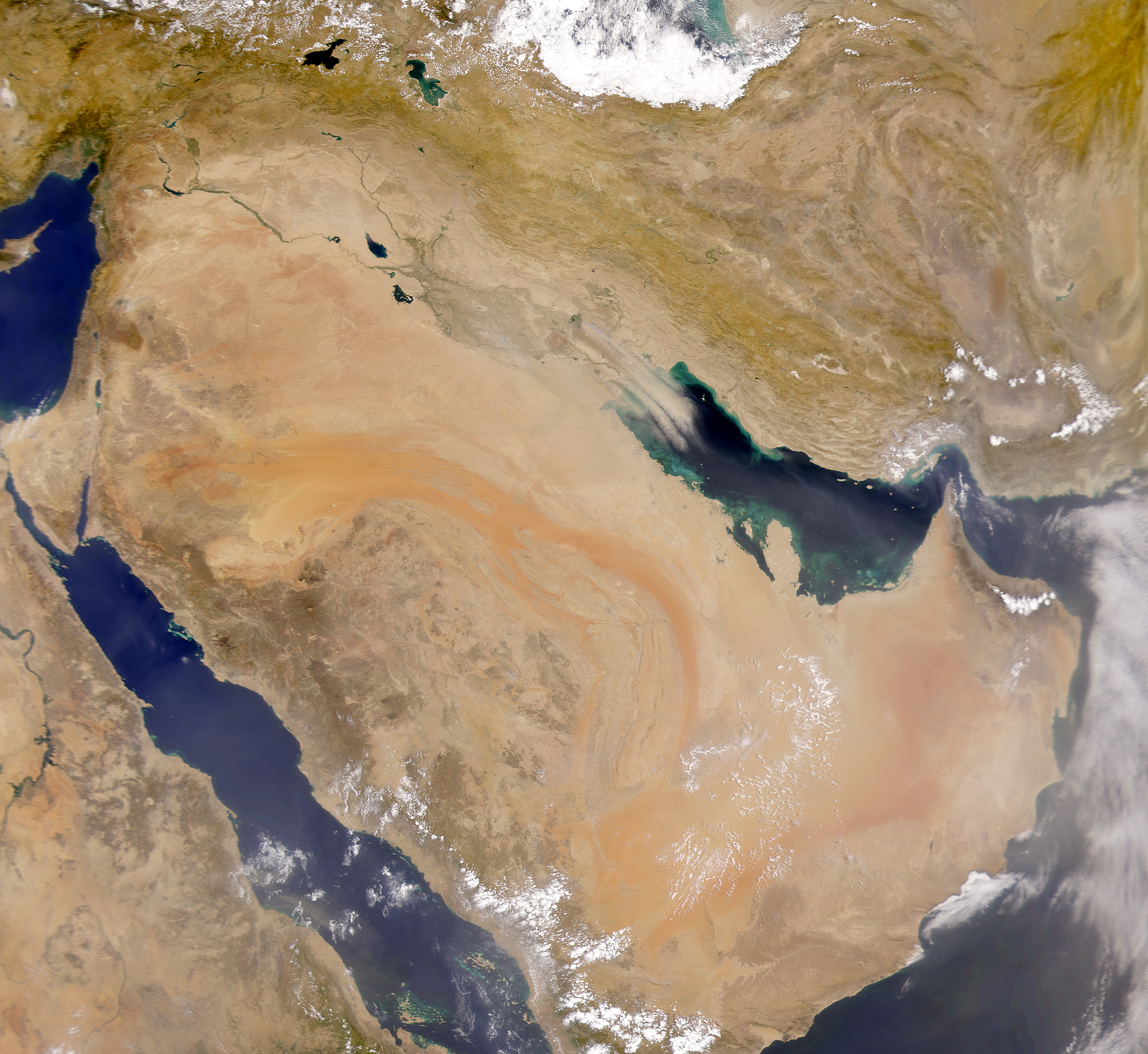
Супутниковий знімок поверхні країни
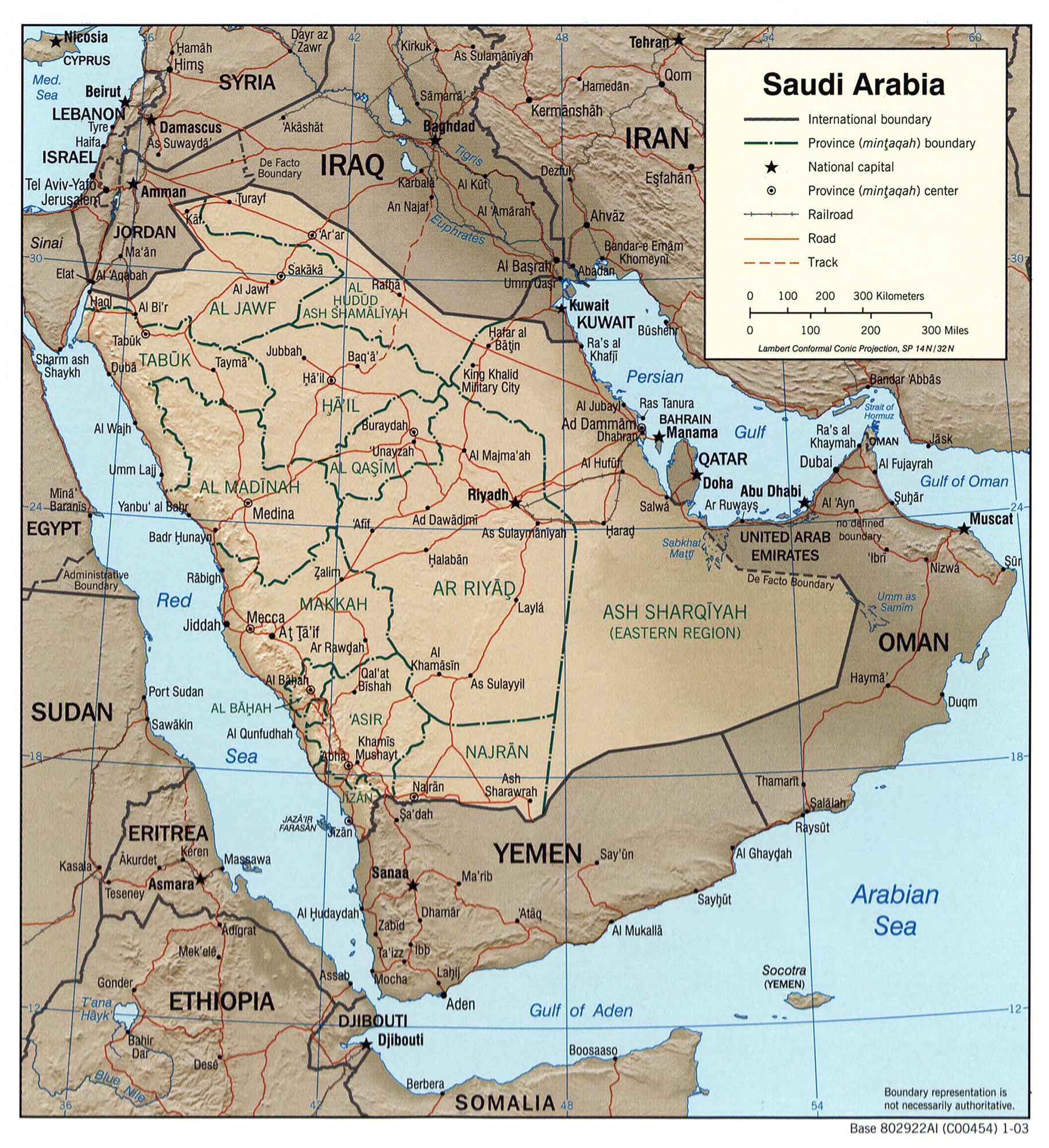
Карта країни (англ.)
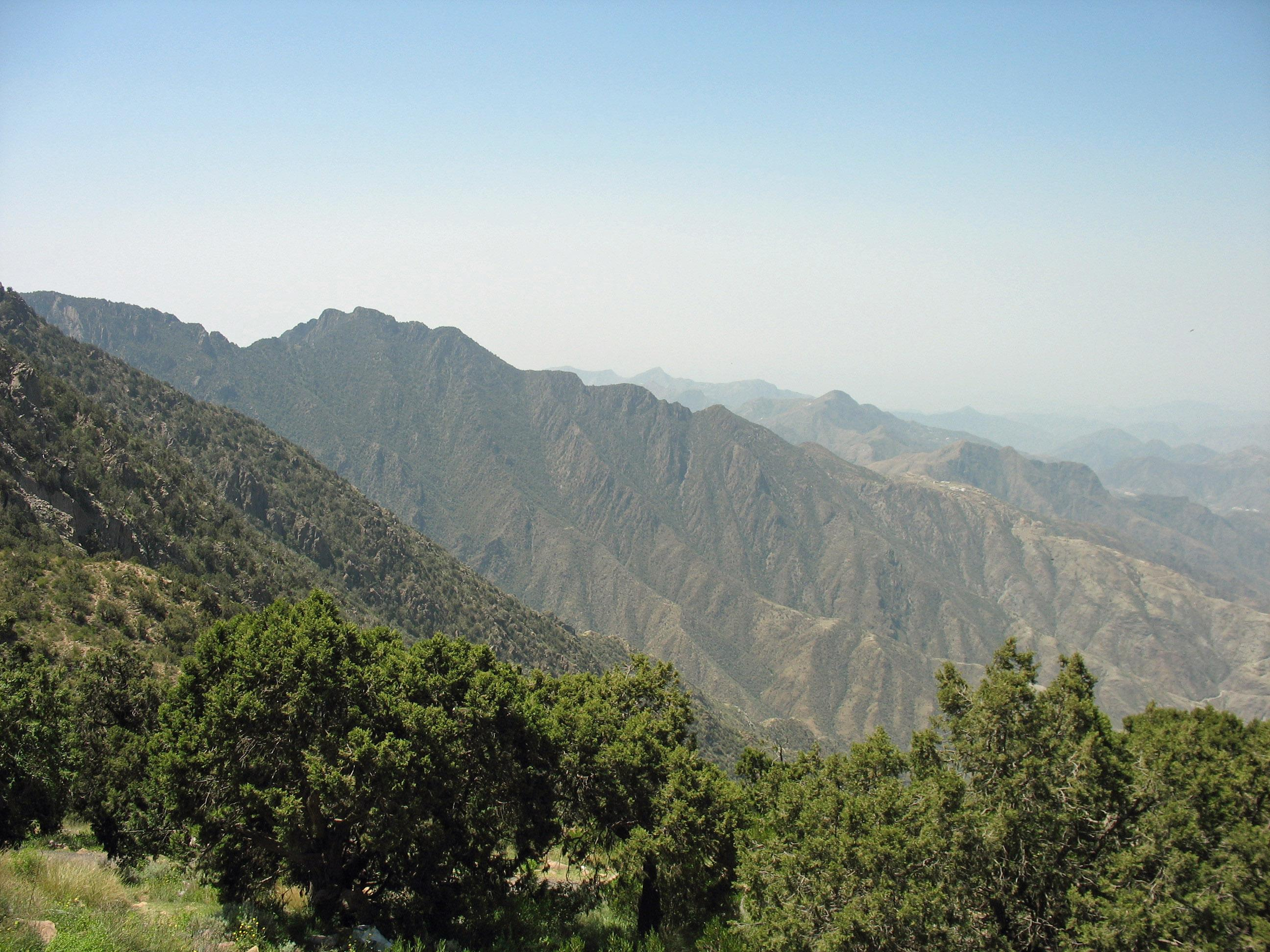
Гора Джебель-ель-Савда

## Клімат
Територія Саудівської Аравії лежить у тропічному кліматичному поясі. Увесь рік панують тропічні повітряні маси. Спекотна посушлива погода з великими добовими амплітудами температури. Переважають східні пасатні вітри. У теплий сезон з морів можуть надходити шторми, що викликають короткочасні зливи .

Сонячна радіація (англ.)Сонячна радіація (англ.)
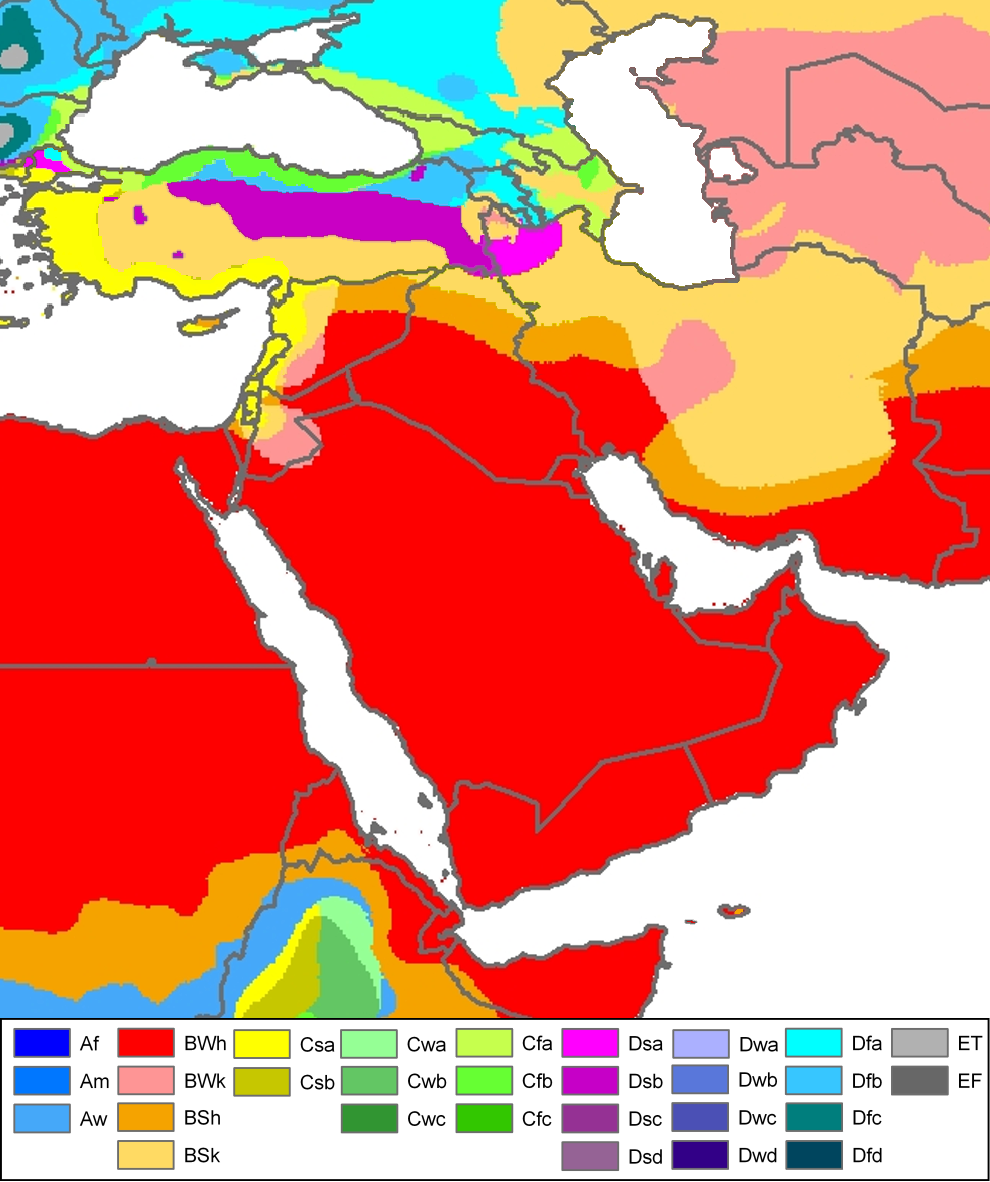
Кліматична карта Західної Азії (за Кеппеном)

Саудівська Аравія є членом Всесвітньої метеорологічної організації (WMO), в країні ведуться систематичні спостереження за погодою.

## Внутрішні води

### Річки
Тимчасові потоки (ваді) країни належать басейнам Червоного моря і Перської затоки Індійського океану. У внутрішній частині країни (Руб-ель-Халі) — безстічні області.

## Тваринний світ
Зоогеографічно територія країни належить до Сахаро-Аравійської провінції Середземноморської підобласті Голарктичної області, лише південь червономорського узбережжя до Східноафриканської підобласті Ефіопської області.

## Стихійні природні явища
На території країни спостерігаються небезпечні природні явища і стихійні лиха:
- часті пилові і піщані бурі;
- помірний вулканізм в історичну епоху[1].

## Природні ресурси

### Мінеральні ресурси
Надра Саудівської Аравії багаті на ряд корисних копалин: нафту, природний газ, залізну руду, золото, мідь.

### Водні ресурси
Загальні запаси відновлюваних водних ресурсів (ґрунтові і поверхневі прісні води) становлять 2,4 км³. Станом на 2012 рік в країні налічувалось 16,2 тис. км² зрошуваних земель.

### Земельні ресурси
Земельні ресурси Саудівської Аравії (оцінка 2011 року):
- придатні для сільськогосподарського обробітку землі — 80,7 %,
  - орні землі — 1,5 %,
  - багаторічні насадження — 0,1 %,
  - землі, що постійно використовуються під пасовища — 79,1 %;
- землі, зайняті лісами і чагарниками — 0,5 %;
- інше — 18,8 %[1].

## Охорона природи
Серед екологічних проблем варто відзначити:
- спустелювання;
- дефіцит природних джерел питної води, виснаження ресурсів підземних вод, покривається опрісненням морської води;
- нафтові плями в Перській затоці й Червоному морі.

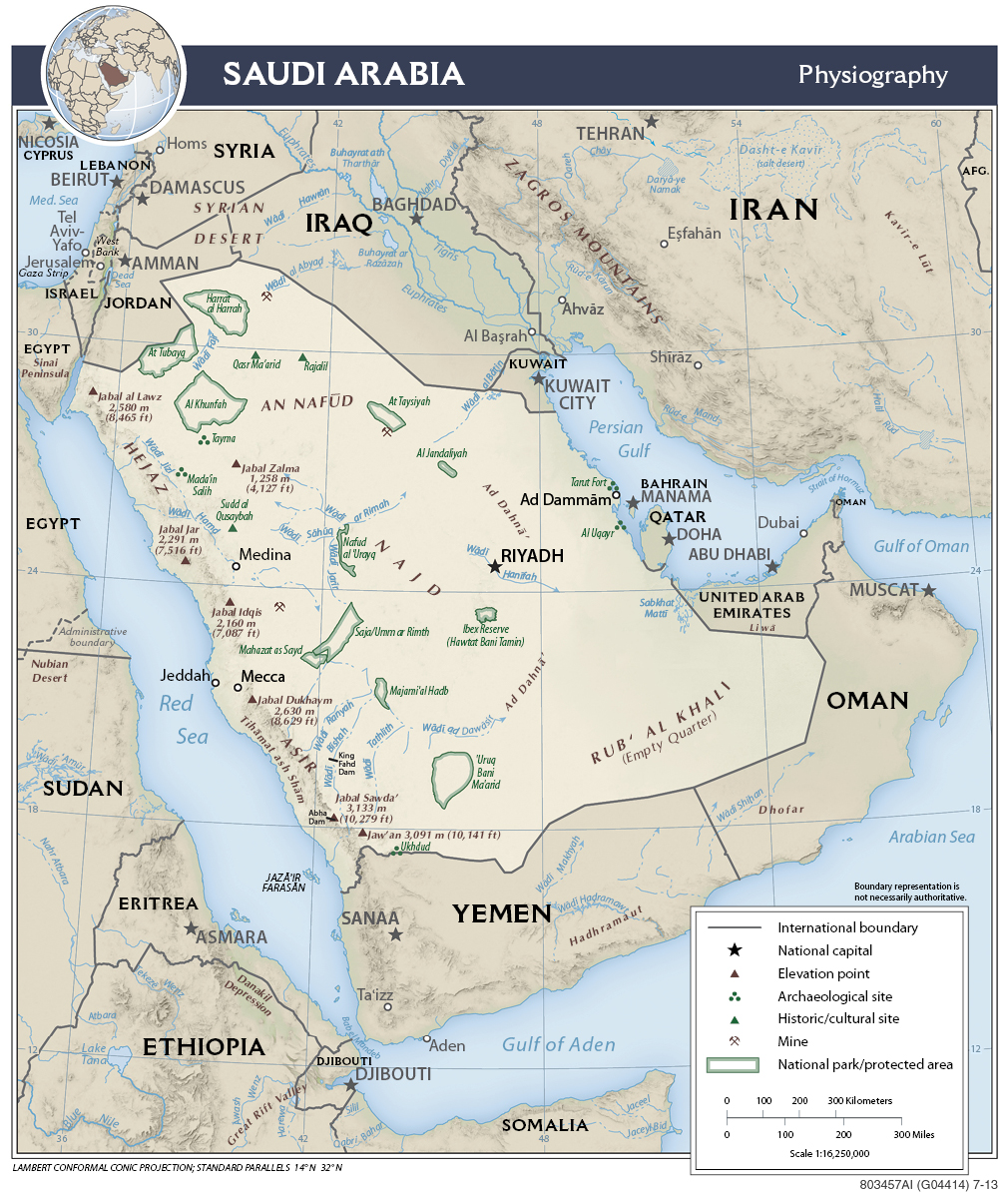
Карта природоохоронних територій країни

Саудівська Аравія є учасником ряду міжнародних угод з охорони навколишнього середовища:
- Конвенції про біологічне різноманіття (CBD),
- Рамкової конвенції ООН про зміну клімату (UNFCCC),
- Кіотського протоколу до Рамкової конвенції,
- Конвенції ООН про боротьбу з опустелюванням (UNCCD),
- Конвенції про міжнародну торгівлю видами дикої фауни і флори, що перебувають під загрозою зникнення (CITES),
- Базельської конвенції протидії транскордонному переміщенню небезпечних відходів,
- Конвенції з міжнародного морського права,
- Лондонської конвенції про запобігання забрудненню моря скиданням відходів,
- Монреальського протоколу з охорони озонового шару,
- Міжнародної конвенції запобігання забрудненню з суден (MARPOL)[1].

## Фізико-географічне районування
У фізико-географічному відношенні територію Саудівської Аравії можна розділити на _ райони, що відрізняються один від одного рельєфом, кліматом, рослинним покривом: .

### Українською
- Атлас світу / голов. ред. І. С. Руденко ; зав. ред. В. В. Радченко ; відп. ред. О. В. Вакуленко. — К. : ДНВП «Картографія», 2005. — 336 с. — ISBN 9666315467.
- Атлас. 7 клас. Географія материків і океанів / Укладачі О. Я. Скуратович, Н. І. Чанцева. — К. : ДНВП «Картографія», 2014.
- Барановська О. В. Фізична географія материків і океанів : навч. посіб. для студентів ВНЗ : [у 2 ч.]. — Н. : Ніжинський державний університет ім. Миколи Гоголя, 2013. — 306 с. — ISBN 978-617-527-106-3.
- Бєлозоров С. Т. Географія материків. — К. : Вища школа, 1971. — 371 с.
- Гілецький Й. Р. Природні ресурси світу : Навч. посібник. — Львів : Світ, 2004. — 304 с. — ISBN 966-603-307-0
- Дахно І. І., С. М. Тимофієв. Країни світу: Енциклопедичний довідник. —  К. : Мапа, 2011. — 606 с. —  ISBN 978-966-8804-23-6
- Дубович І. А. Країнознавчий словник-довідник. — 5-те вид., перероб. і доп. — К. : Знання, 2008. — 839 с. — ISBN 978-966-346-330-8.
- Економічна і соціальна географія країн світу: Навч. Посібник / За ред. С. П. Кузика. — Львів : Світ, 2002. — 672. с.— ISBN 966-603-178-7
- Заставецький Ю. С. Регіональна фізична географія світу : Навч. посібник. — Львів : Світ, 2000. — 480 с.
- Маринич О. М., Шищенко П. Г., Пащенко В. І. Фізична географія світу : Підручник.  — К. : Вища школа, 2002. — 463 с. — ISBN 966-642-018-4
- Палієнко В. І., Шищенко П. Г., Бойко В. М. Фізична географія світу : Навч. посібник. — К. : КНУ ім.  Т. Шевченка, 2016. — 246 с. — ISBN 978-966-439-918-1
- Панасенко Б. Д. Фізична географія материків : навч. посіб. : в 2 ч. — В. : ЕкоБізнесЦентр, 1999. — 200 с.
- Пащенко В. І. Географія світового господарства : Навч. посібник. — К. : Видавничий центр КНУ, 2014. — 312 с. — ISBN 978-966-439-744-6
- Саудівська Аравія // Гірничий енциклопедичний словник : [у 3-х тт.] / за ред. В. С. Білецького. — Д. : Східний видавничий дім, 2004. — Т. 3. — 752 с. — ISBN 966-7804-78-X.
- Фізична географія материків та океанів : підруч. для студ. вищ. навч. закл. : у 2 т / за ред. П. Г. Шищенка. — К. : Видавництво Київського нац. ун-т ім. Т. Шевченка, 2009. — Т. 1. : Азія. — 643 с. — ISBN 978-966-439-257-7.
- Фізична географія материків та океанів : Підручник у 2-х т. / Ред. П. Г. Шищенко. — К. : Київський університет, 2018. — Т. 1. Азія. — 416 с. — ISBN 978-966-439-989-1
- Юрківський В. М. Регіональна економічна і соціальна географія. Зарубіжні країни: Підручник. — 2-ге. — К. : Либідь, 2001. — 416 с. — ISBN 966-06-0092-5.

### Англійською
- (англ.) Graham Bateman. The Encyclopedia of World Geography. — Andromeda, 2002. — 288 с. — ISBN 1871869587.
- (англ.) Andrew Thompson. Origins of Arabia. — 2000. — ISBN 1-900988-04-6.

### Російською
- (рос.) Авакян А. Б., Салтанкин В. П., Шарапов В. А. Водохранилища. — М. : Мысль, 1987. — 326 с. — (Природа мира)
- (рос.) Алисов Б. П., Берлин И. А., Михель В. М. Курс климатологии [в 3-х тт.] / под. ред. Е. С. Рубинштейна. — Л. : Гидрометиздат, 1954. — Т. 3. Климаты земного шара. — 320 с.
- (рос.) Апродов В. А. Вулканы. — М. : Мысль, 1982. — 368 с. — (Природа мира)
- (рос.) Апродов В. А. Зоны землетрясений. — М. : Мысль, 2010. — 462 с. — (Природа мира) — ISBN 978-5-244-01122-7.
- (рос.) Бабаев А. Г., Зонн И. С., Дроздов Н. Н., Фрейкин З. Г. Пустыни. — М.  : Мысль, 1986. — 320 с. — (Природа мира)
- (рос.) Букштынов А. Д., Грошев Б. И., Крылов Г. В. Леса. — М. : Мысль, 1981. — 316 с. — (Природа мира)
- (рос.) Власова Т. В. Физическая география материков. С прилегающими частями океанов. Евразия, Северная Америка. — 4-е, перераб. — М. : Просвещение, 1986. — 417 с.
- (рос.) Гвоздецкий Н. А. Карст. — М. : Мысль, 1981. — 214 с. — (Природа мира)
- (рос.) Гвоздецкий Н. А., Голубчиков Ю. Н. Горы. — М. : Мысль, 1987. — 400 с. — (Природа мира)
- (рос.) Географический энциклопедический словарь: географические названия / под. ред. А. Ф. Трёшникова. — 2-е изд., доп. — М. : Советская энциклопедия, 1989. — 585 с. — ISBN 5-85270-057-6.
- (рос.) Исаченко А. Г., Шляпников А. А. Ландшафты. — М. : Мысль, 1989. — 504 с. — (Природа мира) — ISBN 5-244-00177-9.
- (рос.) Каплин П. А., Леонтьев О. К., Лукьянова С. А., Никифоров Л. Г. Берега. — М. : Мысль, 1991. — 480 с. — (Природа мира) — ISBN 5-244-00449-2.
- (рос.) Словарь современных географических названий / под общей редакцией акад. В. М. Котлякова. — Екатеринбург : У-Фактория, 2006.
- (рос.) Литвин В. М., Лымарев В. И. Острова. — М. : Мысль, 2010. — 288 с. — (Природа мира) — ISBN 978-5-244-01129-6.
- (рос.) Лобова Е. В., Хабаров А. В. Почвы. — М. : Мысль, 1983. — 304 с. — (Природа мира)
- (рос.) Максаковский В. П. Географическая картина мира. Книга I: Общая характеристика мира. — М. : Дрофа, 2008. — 495 с. — ISBN 978-5-358-05275-8.
- (рос.) Максаковский В. П. Географическая картина мира. Книга II: Региональная характеристика мира. — М. : Дрофа, 2009. — 480 с. — ISBN 978-5-358-06280-1.
- (рос.) Саудовская Аравия // Поспелов Е. М. Топонимический словарь. — М. : АСТ, 2005. — 229 с. — ISBN 5-17-016407-6.
- (рос.) Пфеффер П. Азия. — М. : Прогресс, 1982. — 316 с. — (Континенты, на которых мы живем)
- (рос.) География / под ред. проф. А. П. Горкина. — М. : Росмэн-Пресс, 2006. — 624 с. — (Современная иллюстрированная энциклопедия) — ISBN 5-353-02443-5.
- (рос.) Физико-географический атлас мира. — М. : Академия наук СССР и Главное управление геодезии и картографии ГУГК СССР, 1964. — 298 с.
- (рос.) Энциклопедия стран мира / глав. ред. Н. А. Симония. — М. : НПО «Экономика» РАН, отделение общественных наук, 2004. — 1319 с. — ISBN 5-282-02318-0.